# چوئو-کو، سایتاما
چوئو-کو (به لاتین: Chūō-ku) یک منطقهٔ مسکونی در ژاپن است که در سایتاما واقع شده‌است. چوئو-کو ۸٫۳۹ کیلومتر مربع مساحت و ۹۸٬۸۸۱ نفر جمعیت دارد.